# アレターオーン
アレターオーン（古希: Ἀρετάων, Aretāōn）は、ギリシア神話の人物である。長母音を省略してアレタオンとも表記される。主に以下の人物が知られている。
- アスカニアの王。ポルキュスとアスカニオスの父。2人の息子はトロイア戦争においてアスカニアのプリュギア人を率い、トロイアを救援して戦った[1]。ポルキュスとアスカニオスについてはホメーロスも言及しているが、アレターオーンの名前はない[2]。
- トロイア人。トロイア戦争で戦ったがテウクロスに討たれた[3]。